# Нивищи (Могилёвская область)
Ни́вищи (бел. Ні́вішчы) — деревня в составе Паршинского сельсовета Горецкого района Могилёвской области Республики Беларусь.

## Население
- 1999 год — 197 человек
- 2010 год — 148 человек